# Oxenstiernska gravvalvet
| Interiör från Jäders kyrka mot nordöst. Lockhällen till Oxenstiernska gravkoret är synligt till vänster i korgolvet. |  | Lockhäll över ingången till Oxenstiernska gravkoret i form av reliefbilder av sandsten över Axel Oxenstiernas föräldrar. |
| Interiör från Jäders kyrka mot nordöst. Lockhällen till Oxenstiernska gravkoret är synligt till vänster i korgolvet. |  | Lockhäll över ingången till Oxenstiernska gravkoret i form av reliefbilder av sandsten över Axel Oxenstiernas föräldrar. |

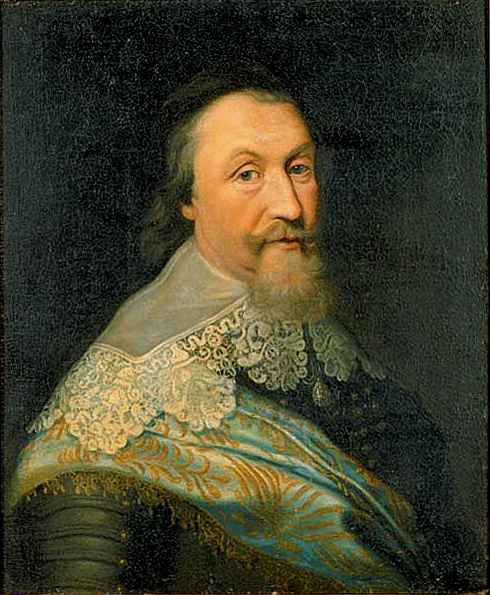
Axel Oxenstierna 1635

Oxenstiernska gravvalvet i Jäders kyrka ligger under kyrkans huvudkor i öster och tillkom i samband med att denna del av kyrkan, på beställning av Axel Oxenstierna på Fiholms slott, byggdes år 1643–1644.
Axel Oxenstierna föreskrev i sitt testamente år 1650 hur valvet skulle disponeras och hur kistorna skulle placeras. I testamentet föreskrev han att hans kista skulle bli "betechtt med ett båårkläde, som nu ähr i bruk, helst ded samma, som jag till min Salig käre hustrus jordefärdh hafver göra lathett och hennes lijk med betechtt". Den befintliga placeringen stämmer i huvudsak med dessa föreskrifter. Senare omplaceringar har gjorts vid en upprustning 1938.
När gravvalvet stod färdigt år 1644 skedde en överflyttning av kistor från det äldre Oxenstiernska gravvalvet, vilket låg i det nordöstra hörnet av nuvarande långhuset. I samband med detta gjorde Mäster Johan Snidker år 1647 fem nya kistor.
Flera av kistorna har senare fått nya ytterkistor, några troligen under senare delen av 1800-talet och några vid översynen år 1938. Endast fyra ytterkistor är ursprungliga, tillhörande nr 11,12,13 samt 15.

## Kistorna
I det Oxenstiernska gravvalvet finns kistor tillhörande följande personer:
- 1) Gustaf Gabrielsson Oxenstierna (1551–1597), far till Axel Oxenstierna, sekundär ytterkista.
- 2) Margareta Oxenstierna (1591–1605), syster till Axel Oxenstierna, sekundär ytterkista.
- 3-4) Barnkistor tillhörande två döttrar till Gustaf Gabrielsson Oxenstierna (1) och Barbro Bielke (9). Den ena är troligen dottern Elisabeth, som dog ung, sekundära ytterkistor.
- 5) Christiern Gustafsson Oxenstierna (1584–1607), bror till Axel Oxenstierna, sekundär ytterkista. Rester av den ursprungliga ytterkistan i ek samt bokstäverna "CGO" (=Christiern Gustafsson Oxenstierna) samt årtalet "1607" är bevarade.

- 6,7,8) Barnkistor tillhörande Johan (född och död 1611), Brita (Birgitta) (1613–1617) samt Barbro (1615–1617), barn till Axel Oxenstierna och Anna Bååt. På den minsta kistan finns spår av rött kläde på locket. Nya ytterkistor 1938.
- 9) Barbro Bielke (1556–1624), mor till Axel Oxenstierna. Ny ytterkista 1938.
- 10) Gustaf Axelsson Oxenstierna (1609–1629), son till Axel Oxenstierna. Av ek. På locket finns ett kors av silver samt rester av tyg som har fästs med kopparspik. På huvudgaveln bokstäverna "(I)HS", på fotgaveln årtalet "1629". På ena långsidan bokstäverna "HG" (=Herr Gustaf) samt en silverplåt med Oxenstiernas vapen och "HAO" (=Herr Axel Oxenstierna), på andra långsidan "HG" (=Herr Gustaf) samt Bååts vapen och bokstäverna "FAÅD-O" (=Fru Anna ÅkesDotter Bååt Oxenstierna). Locket är överfört till en ny kista 1938, i vilken förvaras resterna av den ursprungliga kistan med innehåll.
- 11) Anna Åkesdotter Bååt (1579–1649), hustru till Axel Oxenstierna. Ytterkista av ek, överdragen med svart kläde. På locket broderat krucifix på vitt siden samt bokstäverna "INRI". På huvudgaveln "IHS", på fotgaveln årtalet "1649". På långsidorna Bååts och Trolles vapen, omgivna av bokstäverna "FAÅDBGTS/FTKFTFOT (=Fru Anna ÅkesDotter Bååt, Grevinna Till Södermöre / Friherrina Till Kimito, Fru Till Fiholm Och Tidö).
- 12) Axel Oxenstierna (1583–1654), rikskansler. Ytterkista av ek, av samma typ och med likartad beklädnad och utsmyckning på locket som hustruns (Nr 11). På locket årtalet "1654" och på huvudgaveln "IHS", på fotgaveln dödskalle. På långsidorna Oxenstiernas och Bielkes vapen i broderi, omgivna av bokstäverna "AOGTS/FTKRSRC (=Axel Oxenstierna, Greve Till Södermöre / Friherre Till Kimito, Riksråd, Sveriges Rikes Cansler). Innerkista av furu. Ytterkistan restaurerad 1938. Denna fick då en ny botten och delvis ny fotgavel och ett snedstycke på ena sidan, allt av ek. Det svarta klädet, av vilket endast återstod fragment på locket, sattes fast. Tyget var sönderskuret efter en tidigare öppning av kistan. Det kunde konstateras att "Den döde hade lagts i sin kista, iklädd en sammetsdräkt, som var fotsid, uppskuren i ryggen och av en färg, som närmast bör betecknas som rödbrun. På benen kragstövlar av samma material, på huvudet dito kalott. De sammanknäppta, starkt förmultnade händerna hade en gång tydligen burit handskar. Inga spår av värja eller smycken kunde upptäckas. Däremot fanns en bok, antagligen en bönbok. Bladen kunde ej längre skiljas åt och trycket ej tydas. Benen var sammanbundna vid vristerna med ett sidenband." (ATA = Antikvarisk-topografiska arkivet, riksantikvarieämbetet och statens historiska museer, Stockholm, dnr 4835/1938).
- 13) Erik Axelsson Oxenstierna (1624–1656), son till Axel Oxenstierna. Kistan är av tenn med sex kulformiga fötter. Längs övre och undre kanten gjutna bårder med blad- och blomrankor. På sidorna är ingraverat Bååts och Oxenstiernas vapen samt texten: "Rikets fordom högst betrodde man, råd, cansler, president i det kongl. commercecollegium, så och generalgouverneur i Prijssen samt lagman öfwer vestra Norrland och Härjeådalen, den Högwälborne Grefve till Södermöre, Friherre till Kimito, Herre till Tidöön och Juulsta och Wiby. Född på Fiholm 1624. Död i Frauenburg 1656".
- 14) Barnkista tillhörande Sigri Kristina Oxenstierna (1677–1678), dotter till Gabriel Oxenstierna af Croneborg och Christina Oxenstierna af Södermöre (båda begravda i Fiholmskoret), sondotterdotter till Axel Oxenstierna. Ny ytterkista 1938. Plåt på ena gaveln, överflyttad till den nya kistan med inskriften "Fröken Sigri Kristina Oxenstierna Gabrielsdotter, vars livstid vart kort och obesmittad, är hit till världen född anno 1677 d. 13 aug. och anno 1678 11 jan. befriade Gud henne igenom en sakta död för vidare världens villo och vilar i ro".

- 15) Barnkista tillhörande Beata Katarina Oxenstierna (född och död 1680), dotter till Gabriel Oxenstierna af Croneborg och Christina Oxenstierna af Södermöre (båda begravda i Fiholmskoret), sondotterdotter till Axel Oxenstierna. På ena gaveln plåt med inskriften "Fröken Beata Katarina Oxenstierna Gabrielsdotter är hit till världen född anno 1680 den 7 maj, vars livstid vart kort och dödde samma år den 27 juni. Gud förläne henne med alla kristtrogna sina nåde på herrans tillkommelsedag".

Kistan tillhörande Axel Oxenstierna (1652–1676), sonson till rikskanslern, flyttades år 1938 från gravvalvet upp till det Braheska gravkoret (nr 5).